# Martyszkino (przystanek kolejowy)
Martyszkino (ros. Мартышкино) – przystanek kolejowy w miejscowości Łomonosow, w Petersburgu, w Rosji. Położony jest na linii z Dworca Bałtyckiego do Wiejmarna.
Przystanek powstał w czasach carskich.

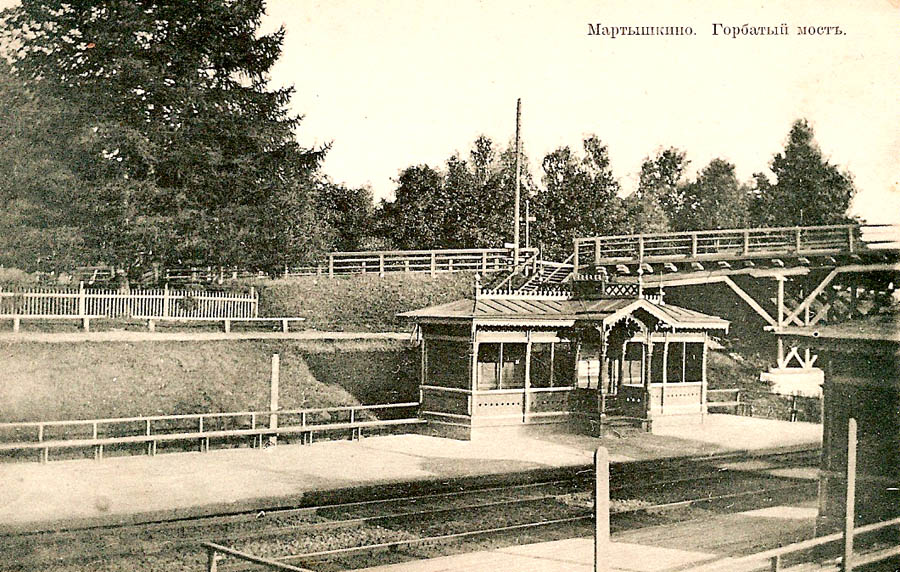
Przystanek w czasach carskich